# Domènec Font Blanch
Domènec Font Blanch (Ponts, 1950 - Barcelona, 17 de mayo de 2011) fue un teórico del cine, guionista, director, realizador y catedrático universitario español.

## Biografía
Doctor en comunicación audiovisual por la Universidad Pompeu Fabra, donde desarrolló su labor como catedrático de Teoría e Historia del Cine y director del Observatorio del Cine Europeo. También dirigió la Mostra Internacional de Cine Europeo Contemporáneo. Como director y guionista su primera obra fue una película colectiva, de la que también fue productor, Objetivo sexo (1979). En 1984 es el responsable de la serie de Televisión Española Memoria fértil, que permaneció en antena hasta 1990 y que sirvió para dar a conocer la trayectoria de personas claves de la cultura española como Luis Buñuel o Josep Pla, entre muchos otros. Destacó también por su adaptación a la televisión de la serie Pepe Carvalho de Manuel Vázquez Montalbán. Fue también presidente del Consejo Consultivo y Asesor de Barcelona Televisió.
Como ensayista, su obra se inicia en 1974 con Un cine para el cadalso, junto a Romà Gubern y continuó con Del azul al verde: el cine español bajo el franquismo (1976), ambas obras dedicadas a la censura franquista en el cine. Otras obras destacadas fueron, La noche del cazador (1998), estudio sobre la película homónima, La última mirada (2000), estudios que recuperaban la biografía de cineastas ya fallecidos, Paisajes de la modernidad. Cine europeo 1960-1980 (2002) y  Michelangelo Antonioni (2003). Colaboró a su vez como articulista en varios periódicos y revistas especializadas como Fotogramas o Cahiers du Cinema.
A título póstumo se publicó, en 2012, un ensayo escrito desde que le detectaron su enfermedad y durante los dos últimos años de vida, Cuerpo a cuerpo, considerado su «testamento fílmico».